# (38237) Roche
(38237) Roche (1999 OF) – planetoida z pasa głównego asteroid okrążająca Słońce w ciągu 3,67 lat w średniej odległości 2,38 j.a. Została odkryta 16 lipca 1999 roku w obserwatorium Pises. Nazwa planetoidy została nadana na cześć Edouarda Roche'a, francuskiego naukowca znanego z prac dotyczących mechaniki nieba.